# Schefflera systyla
Schefflera systyla là một loài thực vật có hoa trong Họ Cuồng cuồng. Loài này được (Donn.Sm.) R.Vig. miêu tả khoa học đầu tiên năm 1909.